# Wojciech Olejniczak
Wojciech Michał Olejniczak (ur. 10 kwietnia 1974 w Łowiczu) – polski polityk i ekonomista, doktor nauk ekonomicznych. Poseł na Sejm IV, V i VI kadencji (2001–2009), wicemarszałek Sejmu V kadencji, w latach 2003–2005 minister rolnictwa i rozwoju wsi, w latach 2005–2008 przewodniczący Sojuszu Lewicy Demokratycznej, poseł do Parlamentu Europejskiego VII kadencji.

## Życiorys

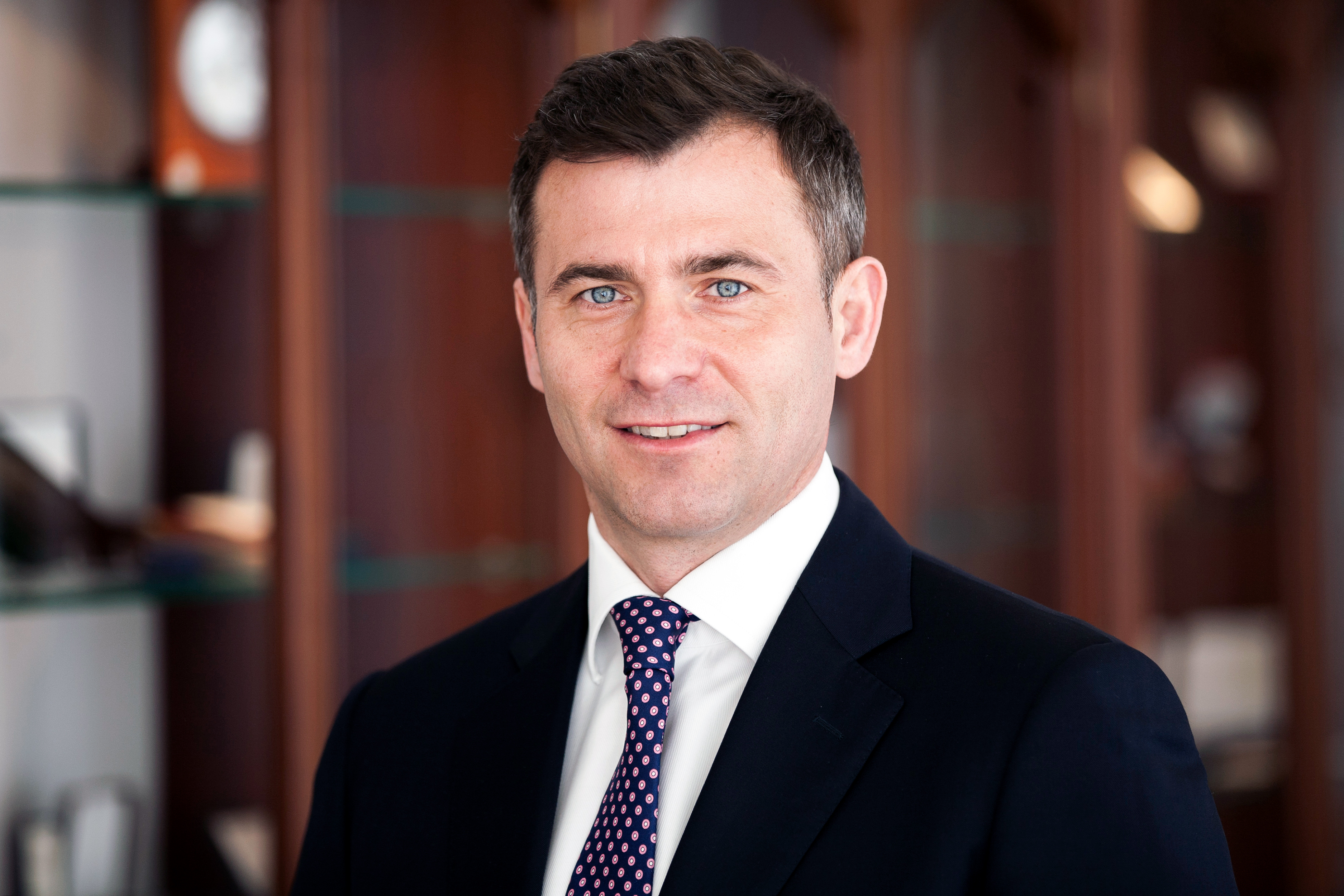
Wojciech Olejniczak (2016)

Absolwent Technikum Ogrodniczego w Sochaczewie. Ukończył studia inżynierskie na Wydziale Ekonomiczno-Rolniczym Szkoły Głównej Gospodarstwa Wiejskiego w Warszawie na kierunku rynek rolny i spółdzielczość, a następnie na tym samym wydziale studia magisterskie na kierunku zarządzanie i marketing w agrobiznesie. 10 lipca 2007 obronił pracę doktorską, uzyskując stopień doktora nauk ekonomicznych (na podstawie pracy Ekologiczne, ekonomiczne i społeczne warunki zalesień gruntów w Polsce obronionej w SGGW). Podczas studiów był przewodniczącym Parlamentu Studentów Rzeczypospolitej Polskiej, nie otrzymał absolutorium w pierwszym głosowaniu.
W latach 1999–2002 był przewodniczącym rady krajowej Związku Młodzieży Wiejskiej, a od 1999 do 2000 przewodniczącym Parlamentu Studentów RP. W latach 1997–1999 był pierwszym prezesem zarządu Fundacji Parlamentu Studentów RP (fundacja Skarbu Państwa). Zasiadał w zarządzie głównym Związku Ochotniczych Straży Pożarnych RP.
W trakcie kampanii prezydenckiej w 2000 pracował w sztabie wyborczym prezydenta Aleksandra Kwaśniewskiego, odpowiadał za stronę medialną i wizualną kampanii. W 2001 został wybrany na posła na Sejm IV kadencji z listy SLD-UP w okręgu sieradzkim. Zasiadał w Komisji Rolnictwa i Rozwoju Wsi oraz w Komisji Europejskiej. W kwietniu 2003 został wiceministrem rolnictwa (w randze sekretarza stanu) i jednocześnie pełnomocnikiem rządu ds. dostosowania rolnictwa do wymogów UE. 2 lipca 2003 objął urząd ministra rolnictwa i rozwoju wsi, pełnił tę funkcję do 31 maja 2005, wchodząc w skład rządu Leszka Millera i dwóch gabinetów Marka Belki.
29 maja 2005 został przewodniczącym Sojuszu Lewicy Demokratycznej. Był członkiem komitetu wyborczego Włodzimierza Cimoszewicza w wyborach prezydenckich w tym samym roku. W wyborach w 2005 po raz drugi uzyskał mandat poselski, 26 października 2005 został wybrany na wicemarszałka Sejmu. W wyborach parlamentarnych w 2007 po raz trzeci został posłem, kandydując z listy koalicji Lewica i Demokraci w okręgu łódzkim i otrzymując 51 865 głosów. Od 22 kwietnia 2008 przewodniczył klubowi poselskiemu Lewica. 31 maja 2008 nie został ponownie wybrany na przewodniczącego SLD, przegrywając z Grzegorzem Napieralskim stosunkiem głosów 210:231.
7 czerwca 2009 z listy koalicyjnego komitetu wyborczego SLD-UP w okręgu wyborczym Warszawa uzyskał mandat deputowanego do Parlamentu Europejskiego, otrzymując 72 854 głosy. W wyborach samorządowych w 2010 zajął 3. miejsce w wyborach na prezydenta Warszawy, uzyskując 13,33% głosów. W wyborach do Parlamentu Europejskiego w 2014 startował z listy koalicji SLD-UP, nie uzyskując reelekcji (zdobył 36 416 głosów). W latach 2013–2016 był prezesem Polskiego Związku Triathlonu.
W latach 2015–2016 był doradcą prezesa NBP Marka Belki. W 2016 został dyrektorem departamentu biznesu agro w Alior Banku, pracował na tym stanowisku do 2019. W związku z ogłoszeniem upadłości przez Zakłady Mięsne Henryk Kania, które były kredytobiorcą Alior Banku, wszczęto postępowanie przygotowawcze, którym został objęty również Wojciech Olejniczak.
Od 2019 związany z pionem bankowości inwestycyjnej mBanku. Został też członkiem rady Fundacji Aleksandra Kwaśniewskiego „Amicus Europae”. W 2024 wszedł w skład rad nadzorczych Powszechnego Zakładu Ubezpieczeń oraz VRG. W styczniu 2025 odwołano go ze składu rady nadzorczej PZU.

## Życie prywatne
Żonaty z Anną, z którą ma dwoje dzieci, Szymona i Marię. Jest bratem Cezarego Olejniczaka. W 1995 razem ze znajomymi założył klub piłkarski Victoria Bielawy.